# تئودور ناگ
تئودور ناگ (انگلیسی: Theodor Nag; ۱ اکتبر ۱۸۹۰ – ۲ سپتامبر ۱۹۵۹) قایقران روئینگ اهل نروژ بود.